# Hans Rudolf Herren

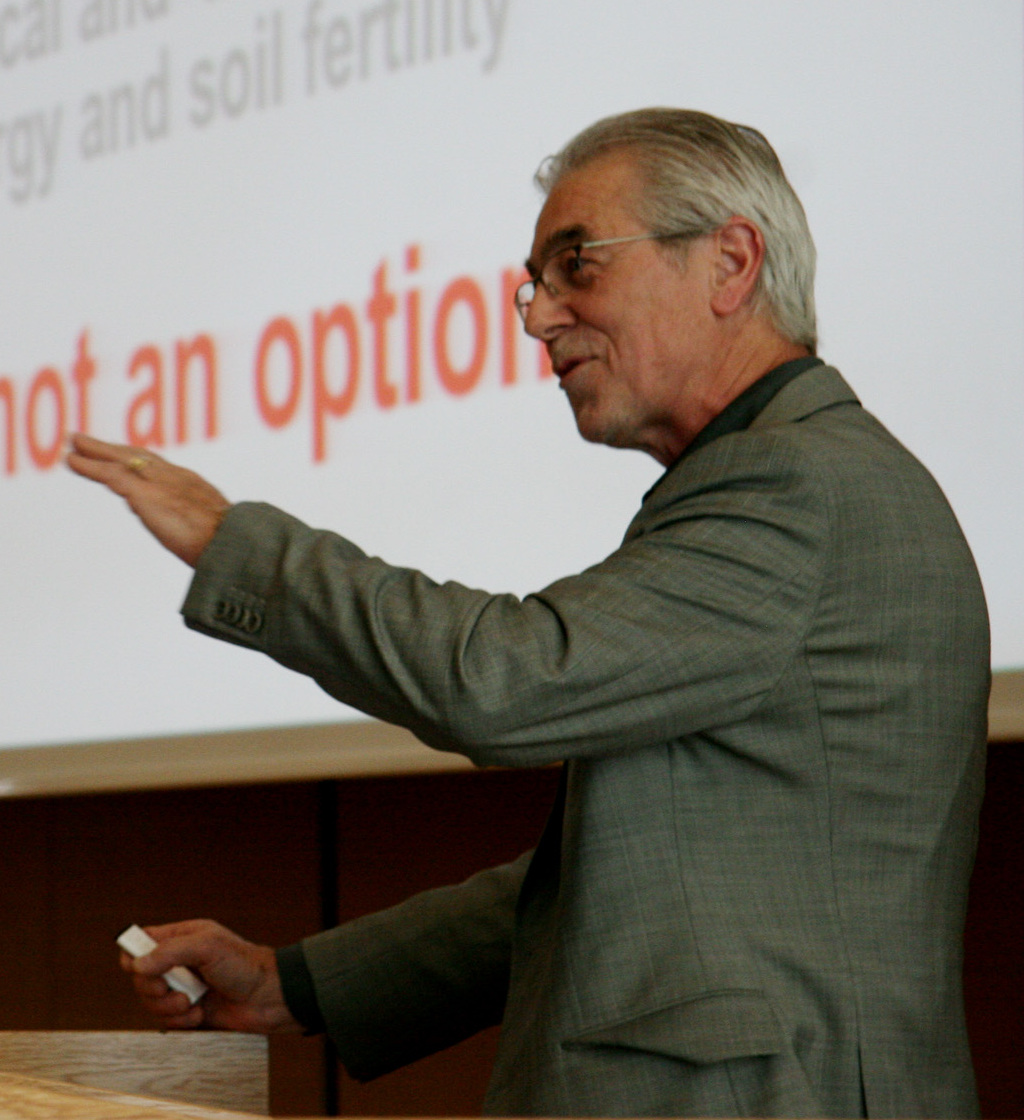
Hans Rudolf Herren (2009)

Hans Rudolf Herren (* 30. November 1947 in Mühleberg) ist ein Schweizer Insektenforscher, Landwirtschafts- und Entwicklungsexperte. Als Pionier der biologischen Schädlingsbekämpfung bekämpfte er in den 1980er Jahren erfolgreich die Schmierläuse, die in Afrika das wichtige Grundnahrungsmittel Maniok bedrohten. Dies soll entscheidend dazu beigetragen haben, eine Hungersnot zu verhindern. Herren wurde dafür 1995 mit dem Welternährungspreis und 2013 mit dem Right Livelihood Award ausgezeichnet. Letztere Auszeichnung erhielt Herren zusammen mit Biovision – Stiftung für ökologische Entwicklung, welche er 1998 gegründet hatte.

## Laufbahn
Nach einem Agronomiestudium und Doktorat in biologischer Schädlingskontrolle an der ETH Zürich sowie einer Anstellung als PostDoc im Bereich biologische Insektenkontrolle an der University of California in Berkeley nahm Hans Rudolf Herren 1979 seine Tätigkeit am International Institute of Tropical Agriculture (IITA, Internationales Institut für tropische Landwirtschaft) in Nigeria auf.
Zu dieser Zeit bedrohte die aus Südamerika versehentlich eingeführte Schmierlaus die Maniokkulturen. Maniok, ursprünglich ebenfalls aus Südamerika importiert, ist in Afrika ein wichtiges Grundnahrungsmittel, das vorwiegend von Kleinbauern angebaut wird und für 200 Millionen Menschen mehr als 50 Prozent der Nahrungsenergie liefert.
Anstelle des weitgehend wirkungslosen und zugleich umweltbedrohenden Einsatzes von Pestiziden gegen die Schmierläuse implementierte Herren ein grosses biologisches Bekämpfungsprogramm – es galt noch im Jahr 2010 als das bis dahin grösste. Durch den Einsatz von Schlupfwespen, die 1984 in Paraguay als natürlicher Feind der Schmierlaus identifiziert worden waren, konnte der Schädling bekämpft werden. Im Jahr 1993 stellte sich in Afrika ein natürliches Gleichgewicht zwischen Schlupfwespen und Schmierläusen ein, wodurch in 30 Ländern die Schmierlauspopulation auf ein schadenloses Niveau sank. Entgegen der Befürchtungen trat keine große Hungersnot ein, von der bis zu 20 Mio. Menschen betroffen gewesen wären.
Nach seiner Tätigkeit am IITA leitete Herren von 1994 bis 2005 das International Centre of Insect Physiology and Ecology (ICIPE) in Kenia, wo er biologische Lösungen für weitere Schädlingsprobleme entwickelte, insbesondere die Push-pull-Technologie im Mais. Seit 2005 ist er Präsident und CEO des Millennium Institute in Washington, D.C. (USA), das Regierungen in über 40 Nationen hinsichtlich der Umsetzung von Nachhaltigkeitszielen berät. Zudem war Herren 2008 Mitautor und Ko-Vorsitzender des von sechs UNO-Organisationen und der Weltbank beauftragten Weltagrarberichts des Weltagrarrates (IAASTD).
Mit dem Preisgeld des Welternährungspreises und anderer Preise gründete Hans Rudolf Herren im Jahr 1998 die gemeinnützige Organisation Biovision, die die Methoden der nachhaltigen Landwirtschaft und biologischen Schädlingsbekämpfung fördert. Ökologisches Denken und Handeln sollen durch Basis- und Informationsprojekte in Ostafrika sowie globalen Advocacy-Tätigkeiten gefördert werden.
Weitere Zugehörigkeiten:
- Bis: Präsident International Association for the Plant Protection Sciences (IAPPS), jetzt Ehrenpräsident 2007.
- Bis 2010: Mitglied Consortium of International Agricultural Research Centers (CGIAR) Science Council.[7]
- Bis 2011: Mitglied des Scientific Advisory Council der Eidgenössischen Technischen Hochschule Lausanne ETHL (Swiss Institute of Technology Lausanne)
- Associate US National Academy of Sciences (NAS)[8]
- Associate Academy of Sciences for the Developing World
- Mitglied Entomological Society of America
- Mitglied African Association of Insect Scientists
- Mitglied International Organization for Biological Control
- Mitglied American Institute of Biological Science
- Mitglied American Association for the Advancement of Science
- Ehemaliges Mitglied Worldwatch Institute's Nourishing the Planet Advisory Group.[9]
- Mitglied Club of Rome
- Mitglied World Future Council
- Gründungsmitglied Regeneration International[10]
- Gründungsmitglied Monsanto-Tribunal[11]

## Auszeichnungen
- 1991: Sir and Lady Rank Preis für Ernährung[12]
- 1991: Merit Award for Outstanding Service to Crop Protection from the XII International Plant Protection Congress at Rio de Janeiro
- 1995: World Food Prize (Welternährungspreis)[13]
- 1995: Kilby International Awards[14]
- 2002: Brandenberger Award für seine Bemühungen um die Verbesserung der Ernährungs- und Lebensgrundlagen
- 2003: Tyler Prize for Environmental Achievement[15]
- 2004: Ehrenprofessor (Prof. h. c.), Hubei University, Wuhan, PRC
- 2004: Ehrendoktor (Doctor es Science Honoris Causa), Kenyatta University, Nairobi, Kenya
- 2010: One World Award[16]
- 2013: Right Livelihood Award («Alternativer Nobelpreis»)[17]
- 2014: SwissAward in der Kategorie «Gesellschaft»[18]
- 2016: Nachhaltigkeitspreis der Neumarkter Lammsbräu

## Publikationen von Herren
- So ernähren wir die Welt. Rüfer & Rub Verlag, Zürich 2016, ISBN 978-3-906304-05-2.
- Die Ernährungskrise – Ursachen und Empfehlungen. In: Universitas. 4/2009, S. 335–345. (PDF)
- Ein Wegweiser zur Ernährung der Welt. In: Worldwatch Institute (Hrsg.): Hunger im Überfluss.
- H. R. Herren (2011): No sustainable development without healthy, nutritious and culturally adapted food for all. UNEP Perspectives on Rio+20 on
- Jules Pretty, William J. Sutherland, Jacqueline Ashby, Jill Auburn, David Baulcombe, Michael M. Bell, Hans Herren: The top 100 questions of importance to the future of global agriculture. In: International Journal of Agricultural Sustainability. Volume 8, Number 4, 30. November 2010.
- H. R. Herren, C. Mbogo: The Role of DDT in Malaria Control. In: Environmental Health Perspectives. Juli 2010.
- Beverly D. McIntyre, Hans R. Herren, Judi Wakhungu, Robert T. Watson: IAASTD International Assessment of Agricultural Knowledge, Science and Technology for Development: Global Report. In: International Assessment of Agricultural Knowledge, Science, and Technology for Development. (Project), Island Press, 2009.
- Andrea M. Bassi, A. Drake, E. L. Tennyson, H. R. Herren: Evaluating the Creation of a Parallel Non-Oil Transportation System in an Oil Constrained Future. TRB Conference: Annual Conference of the Transportation Research Board of the National Academies of Science, Engineering, and Medicine, January 11–15, 2009, Washington DC, USA 2009.
- R. S. Pasquet, A. Peltier, M. B. Hufford, E. Oudin, J. Saulnier, L. Paul, J. T. Knudsen, H. R. Herren, P. Gepts: Long-distance pollen flow assessment through evaluation of pollinator foraging range suggests transgene escape distances. In: PNAS. Band 105, Nr. 36, 2008, S. 13456–13456.
- H. Herren, J. Baumgärtner: From Integrated Pest Management to adaptive Ecosystem Management. In: S. J. Scherr, J. A. McNeely (Hrsg.): Farming with Nature: the science and practice of ecoagriculture. Island Press, Washington D.C. 2007.
- Fritz J. Häni, Laszlo Pinter, Hans R Herren: Sustainable Agriculture: from common principles to common practices. Proceeding and outputs of the first symposium of the international forum on assessing sustainability in agriculture. March 16, 2006, Bern, Switzerland. Edited by Fritz J. Häni, Laszlo Pinter and Hans R Herren. Published by IISD, 2007.
- Leif Christian Stige, Jørn Stave, Kung-Sik Chan, Lorenzo Ciannelli, Nathalie Pettorelli, Michael Glantz, Hans R. Herren, Nils Chr. Stenseth: From the Cover: The effect of climate variation on agro-pastoral production in Africa. In: PNAS. Band 103, 2006, S. 3049–3053.
- H. R. Herren: Sustainable Pest Management for Global Food Security. In: Kevin M. Heinz, Raymond E. Frisbie, Carlos Enrique Bográn (Hrsg.): Entymology at the Land Grant University Perspectives from the Texas A&M University Centenary. Texas A&M University Press, College Station, TX / USA 2005.
- H. R. Herren: The War against Poverty: the Way Forward. In: Aseffa Abreha, Getachew Tikubet, Johann Baumgaertner (Hrsg.): Resource Management for Poverty Reduction: Approaches and Technologies, Selected Contributions to Ethio-Forum 2002. Published by the Ethiopian Social Rehabilitation Fund 2003.
- H. R. Herren: Genetically engineered crops and sustainable agriculture. In: K. Ammann, Y. Jacot, R. Braun (Hrsg.): Methods for Risk Assessment of Transgenic Plants. 35, IV. Biodiversity and Biotechnology. Birkhäuser Verlag, Basel/Switzerland 2003.
- J. Zeddies, R. P. Schaab, P. Neuenschwander, H. R. Herren: Economics of biological control of cassava mealybug in Africa. In: Agricultural Economics. Band 24, Nr. 2, 2001, S. 209–219.
- H. R. Herren, P. Neuenschwander: Biological control of cassava pests in Africa. In: Annual Review of Entomology. Band 36, 1991, S. 257–283.
- A. P. Gutierrez, B. Wermelinger, F. Schulthess, J. U. Baumgärtner, H. R. Herren, C. K. Ellis, J. S. Yaninek: Analysis of biological control of cassava pests in Africa: I. Simulation of carbon, nitrogen and water dynamics in cassava. In: Journal of Applied Ecology. Band 25, 1988, S. 901–920.
- H. R. Herren, P. Neuenschwander, R. D. Hennessey, W. N. O. Hammond: Introduction and dispersal of Epidinocarsis lopezi (Hymenoptera: Encyrtidae), an exotic parasitoid of the cassava  mealybug, Phenacoccus manihoti (Homoptera: Pseudococcidae), in Africa. In: Agricultural Ecosystems and Environment. Band 19, 1987, S. 131–144.
- H. R. Herren: Africa-wide biological control project of cassava and cassava green mites: A review of objectives and achievements. In: Insect Science and Application. Band 8, 1987, S. 837–840.

Herren war ausserdem koordinierender Autor des Landwirtschaftskapitels im UNEP "Green Economy Report" (2011).

## Publikationen über Herren
- Herbert Cerutti: Wie Hans Rudolf Herren 20 Millionen Menschen rettete. Die ökologische Erfolgsstory eines Schweizers. Orell Füssli, Zürich 2011, ISBN 978-3-280-05409-3.
- Beat Pfändler: Swiss Guest Book. Porträts inspirierender Persönlichkeiten. Offizin, Zürich 2007, ISBN 978-3-907496-51-0.
- WOZ Mai 2015: Durch den Monat mit Hans Rudolf Herren: Portrait in vier Teilen. Was tragen Nestlé und Syngenta zur Welternährung bei?, Grüne Revolution, das klingt doch gut?, Was haben Sie gegen die Entwicklungsländer?, Sind Sie eigentlich grössenwahnsinnig?